# Herb gminy Chełmża
Herb gminy Chełmża – jeden z symboli gminy Chełmża, ustanowiony w 1998.

## Wygląd i symbolika
Herb przedstawia na tarczy w polu zielonym skrzyżowane: złoty pastorał i srebrny miecz ze złotą rękojeścią, otoczone trzema srebrnymi sześcioramiennymi gwiazdami, a pod nimi znajduje się srebrny krzyż. Jest to pochodzący z XIV wieku herb wsi Grzywna Biskupia. 